# As Três Folhas da Serpente
As três folhas da serpente (em alemão: Die drei Schlangenblätter) é um conto de fadas alemão recolhido pelos Irmãos Grimm. É o conto número 16 (KHM 16). Enquadra-se no Tipo 612 do Sistema de classificação de Aarne-Thompson.

## História
O conto narra a história de uma princesa que tinha dificuldade em encontrar um pretendente, porque ela havia feito um voto de exigir que, se ela morresse primeiro, seu marido deveria segui-la para a sepultura. O herói da história é um jovem pobre que assentou praça no exército do rei, pai da princesa. Ele não se amedrontou com a exigência da princesa e casou-se com ela, vivendo feliz por algum tempo. Mas depois ela adoeceu e morreu. 
O homem se arrependeu de sua promessa, mas não teve escolha, sendo trancado dentro do túmulo de sua esposa, com quatro velas, quatro pães e quatro garrafas de vinho. Aguardando a morte, eis que ele viu diante de si uma cobra saindo de um buraco no canto da cripta. Assustado, cortou-a em três partes. Não muito tempo depois, outra cobra apareceu com três folhas em sua boca e as usou para curar a primeira cobra. Rapidamente os dois répteis saíram dali, deixando as folhas para trás. 
O jovem viu nisto uma oportunidade de salvar a si mesmo e usou as folhas para trazer a princesa morta de volta à vida. Mas quando a princesa despertou deixou de amar o marido e se apaixonou pelo capitão de um navio. Ela elaborou um estratagema para matar seu marido, que, com a ajuda do seu servo fiel, sobreviveu e foi até o rei, seu sogro, contar sobre a traição de sua mulher. Quando a princesa retornou ao castelo, foi condenada à morte, sendo colocada, junto com o capitão, em um navio com muitos buracos, onde eles encontraram seu fim. E assim o jovem pôde viver na riqueza, sem sua mulher ingrata.